# Gynoplistia (Gynoplistia) neojucunda
Gynoplistia (Gynoplistia) neojucunda is een tweevleugelige uit de familie steltmuggen (Limoniidae). De soort komt voor in het Australaziatisch gebied.